# Sebastian Liebold
Sebastian Liebold (* 1982 in Karl-Marx-Stadt) ist ein deutscher Politologe und Zeithistoriker.

## Leben
Liebold studierte Geschichte und Politikwissenschaft an der TU Chemnitz und der Clark University in Worcester. Ein Forschungsaufenthalt führte ihn nach Paris. 2011 wurde er bei Eckhard Jesse mit der Dissertation Wegbereiter einer doppelten Niederlage. Deutsches Frankreichbild und französisches Deutschlandbild der intellektuellen Kollaboration zum Dr. phil. promoviert.
Liebold war wissenschaftlicher Mitarbeiter an der Professur Politische Theorien und Ideengeschichte der TU Chemnitz. Heute ist er Referent der IHK Chemnitz. Überdies ist er u. a. Mitglied der Gesellschaft für Deutschlandforschung, der Deutschen Gesellschaft für Politikwissenschaft, im Alumni-Netzwerk des George C. Marshall Europäisches Zentrum für Sicherheitsstudien und im Deutsch-Französischen Historikerkomitee.
2006/07 war er Landesvorsitzender des RCDS Sachsen.
Liebold trat am 13. März 2021 zu Nominierungsveranstaltung des Bundestagskandidaten der CDU Chemnitz an. Dort unterlag er im ersten Wahldurchgang mit 23 Stimmen seinen Mitbewerbern Nora Seitz (38 Stimmen) und Frank Heinrich (60 Stimmen).

## Schriften
- Starkes Frankreich – instabiles Deutschland. Kulturstudien von Curtius/Bergstraesser und Vermeil zwischen Versailler Frieden und Berliner Notverordnungen (= Chemnitzer Beiträge zur Politik und Geschichte. Bd. 3). Lit, Berlin u. a. 2008, ISBN 978-3-8258-1030-6.
- Kollaboration des Geistes. Deutsche und französische Rechtsintellektuelle 1933–1940 (= Beiträge zur politischen Wissenschaft. Bd. 170). Duncker & Humblot, Berlin 2012, ISBN 978-3-428-13741-1.
- mit Eckhard Jesse (Hrsg.): Deutsche Politikwissenschaftler – Werk und Wirkung. Von Abendroth bis Zellentin. Nomos, Baden-Baden 2014, ISBN 978-3-8329-7647-7.
- mit Peter Karl Becker: Kleiner Markt im großen Plan. Drei Unternehmerinnen in der DDR. Sax Verlag, Beucha u. a. 2015, ISBN 978-3-86729-145-3.
- mit Frank Schale (Hrsg.): Neugründung auf alten Werten? Konservative Intellektuelle und Politik in der Bundesrepublik. Nomos, Baden-Baden 2017, ISBN 978-3-8487-3118-3.
- mit Alexander Gallus und Frank Schale: Vermessungen einer Intellectual History der frühen Bundesrepublik. Wallstein Verlag, Göttingen 2020, ISBN 978-3-8353-3472-4.